# Celerinatantimonas diazotrophica
Celerinatantimonas diazotrophica ist eine Bakterienart. Das Bakterium fixiert N2 (Diazotrophie), daher der Artname. Es wurde von Wurzeln von Salzpflanzen isoliert.

## Merkmale
Celerinatantimonas diazotrophica besitzt ein polar gelegenes Flagellum. Die Zellen sind kurze Stäbchen. Das Bakterium ist fakultativ anaerob. Es zeigt also sowohl unter Abwesenheit von Sauerstoff (unter anoxischen Bedingungen) als auch unter oxischen Bedingungen Wachstum. Wenn kein Sauerstoff vorhanden ist, erfolgt die Gärung. Der Katalase-Test verläuft positiv, der Oxidase-Test negativ. Es benötigt Meereswasser Salz bzw. (NaCl) zum Wachstum. Es verträgt relativ hohe Salzgehalte (Halotolerant), das Wachstum erfolgt bei NaCl-Konzentrationen von 3,5–8,0 %, wobei das optimale Wachstum bei 7,0–7,5 % liegt. Nitrat wird nicht reduziert.

## Stickstofffixierung
Celerinatantimonas diazotrophica wurde von Wurzeln der Salzpflanzen Juncus roemerianus und Spartina alterniflora isoliert. Das Bakterium fixiert N2. Die  Aktivität des hierfür zuständigen Enzymkomplex Nitrogenase ist bei 2,7 % NaCl und einem pH-Wert von 7,5 am höchsten. Celerinatantimonas diazotrophica wurde an Wurzeln von Pflanzen in einer Salzwiese gefunden. Hier steht wenig für höhere Organismen verfügbarer Stickstoff zur Verfügung, die Stickstoff fixierenden Bakterien spielen somit eine wichtige Rolle in Salzwiesen-Ökosystemen, indem es N2 fixiert und es für Pflanzen verfügbar macht. Des Weiteren ist die große Vielfalt an nifH-Gensequenzen, die in Salz-Ökosystemen gefunden werden, von Interesse. Die nifH Gene sind für die Dinitrogenase-Reduktase (auch Eisen-Protein genannt) des Enzymkomplexes Nitrogenase zuständig. Die Analyse der nifH-Gensequenzen von Celerinatantimonas diazotrophica ergab eine monophyletische Abstammung innerhalb der Gammaproteobakterien. Die Sequenzen sind allerdings aller zuvor beschriebenen diazotrophen Bakterien sehr unähnlich. Die nifH-Sequenzen von Celerinatantimonas ähnelten mehr den nifH-Sequenzen, die von nicht näher charakterisierten Bakterienstämmen aus Umweltproben gewonnen wurden, als denen von bekannten Bakterien.

## Systematik
Celerinatantimonas diazotrophica wurde 2011 erstmalig beschrieben. Es zählt zu der hierbei neu erstellten Familie Celerinatantimonadaceae innerhalb der Gammaproteobacteria. Es ist die erste beschriebene Art der Gattung (Typusart). Es zählen insgesamt drei Arten zu Celerinatantimonas: C. diazotrophica, C.  yamalensis und ‘Candidatus Celerinatantimonas neptuna’.
C.  yamalensis ist ebenfalls ein Stickstofffixierer. Die Wachstumstemperatur reicht von 0 bis 34 °C, wobei die optimale Wachstumstemperatur bei 18–22 °C liegt. Es toleriert also niedrige Temperaturen (psychrophil). Der Fundort war auf der Halbinsel Jamal, Sibirien. ‘Candidatus Celerinatantimonas neptuna’ ist ein Endosymbiont der Seegrasart Neptungras (Posidonia oceanica). Es lebt innerhalb der Pflanze, versorgt sie mit fixierten Stickstoff und im Gegenzug erhält es ein Habitat und bestimmte Nährstoffe. Das Neptungras kommt im Mittelmeer vor und wächst dort unter Wasser bis in ca. 40 Meter Tiefe. Bis zur Beschreibung des Bakteriums war es unklar, wie solche Pflanzen für sie nutzbare Stickstoffverbindungen erhalten.